# Parsifal (imię)
Parsifal (pɜrsɨvəl, Percival, Perceval, Parsiwal, Parzival) – imię męskie pochodzenia starowalijskiego. Zdrobnienie od imienia Percival to Percy.
Znane osoby noszące to imię:
- Parsifal – bohater eposu rycerskiego pisanego wierszem, autorstwa Wolframa von Eschenbach.
- Percewal – bohater romansu rycerskiego autorstwa Chrétiena de Troyes.
- Parsifal – bohater misterium scenicznego w trzech aktach, do którego muzykę skomponował i libretto napisał Richard Wagner. Utwór ten nazywany też bywa operą lub dramatem muzycznym.